# Canthium longipes
Canthium longipes är en måreväxtart som beskrevs av Geddes. Canthium longipes ingår i släktet Canthium och familjen måreväxter.
Artens utbredningsområde är Thailand. Inga underarter finns listade i Catalogue of Life.